# Microplophorus penai
Microplophorus penai là một loài bọ cánh cứng trong họ Cerambycidae.